# Hermógenes Netto
Hermógenes Netto (Minas Gerais, 14 de agosto de 1913 — , ), foi um ciclista olímpico brasileiro.
Netto, Dertônio Ferrer e José Magnani formaram a primeira equipe olímpica brasileira de ciclismo, que representou o país na prova de 100 km nos Jogos Olímpicos de Berlim, em 1936.
Hermógenes Netto coordenou a equipe de ciclismo do Clube Atlético Mineiro, trabalhou na esfera administrativa do clube e morou, durante muitos anos, no Estádio de Lourdes, conforme relato de seu filho Hermógenes Gonçalves Netto.